# Leonowo (rejon święciański)
Leonowo (lit. Leonavas) – dawny chutor na Litwie, w okręgu wileńskim, w rejonie święciańskim, w gminie Maguny.
Miejscowość została zlikwidowana w 1973 roku.

## Historia
W czasach zaborów zaścianek w gminie Kiemieliszki, w powiecie święciańskim, w guberni wileńskiej Imperium Rosyjskiego. W 1905 roku liczył 10 mieszkańców, 60 dziesięcin, własność Dąbrowskiego.
W dwudziestoleciu międzywojennym zaścianek leżał w Polsce, w województwie wileńskim, w powiecie święciańskim, w gminie Kiemieliszki.
W 1931 w 1 domu zamieszkiwało 9 osób.
Od 1945 roku w Litewskiej Socjalistycznej Republice Radzieckiej.